# Бегство рогатых викингов
«Бегство рогатых викингов» — повесть Владислава Крапивина. Впервые опубликована в 1969 году в журнале «Пионер» (№ 4). Первая повесть из цикла о Джонни Воробьеве.

## Сюжет
Повесть представляет собой историю о том, как группа детей под предводительством пятиклассника Сергея Волошина победила «армию викингов» своего сверстника Тольки Самохина.
Действие происходит в конце июня в подмосковном городке на Крепостной улице. Компания Сергея состоит из братьев-близнецов Стасика и Борьки, его одноклассницы Вики и Женьки, которому исполняется семь лет и который собирается идти в школу. Смышлёного Женьку все называют Джонни, так как он не умеет выговаривать букву «ж» и говорит «джулик» или «джелезо», а сам себя называет Дженькой. Ребята узнают, что мальчишки из группы Самохина сломали в овраге плотину, которые делали два малыша. Оказывается, что Самохин, начитавшись книг про викингов, преобразовал свою компанию в настоящую «армию». Воины в ней (всего их 16) имеют снаряжение в виде рогатых шлемов (сделанных из чайников и кастрюль), деревянных копий и громадных прямоугольных фанерных щитов. «Армия» передвигается ромбом. В ходе небольшой стычки Джонни с забора удаётся свалить с ног Пескаря — толькиного адъютанта. Сергей с друзьями обсуждают, что делать дальше: их слишком мало против многочисленных «викингов».
Компания Волошина решает временно отложить войну с «викингами» и заняться «шефской работой», то есть кому-нибудь помогать, а именно бабке Наташе, которая живёт в угловом доме. Когда они заменяют дверь сарая на новую и красят её в оранжевый цвет, выясняется, что бабкина коза Липа почему-то бросается на покрашенную дверь. У Сергея возникает идея использовать козу как оружие против «викингов». Для этого Джонни с ведёрком оранжевой краски и несколькими кистями в руках сначала заманивает «викингов» в узкий коридор между заборами и там бросает во врагов кисти с краской. Заляпав щиты «викингов» пятнами оранжевой краски, Джонни убегает, оставив ведро. «Викинги» забирают краску в качестве трофея и поддаются на уловку: они сами красят свои щиты в оранжевый цвет. Стасик вызывает «викингов» на бой в назначенное время. Решающее сражение заканчивается разгромом «армии» Самохина, которую раскидывает приведённая компанией Волошина разъярённая коза Липа. «Викинги» бегут, бросая своё снаряжение, а их командир Толька Самохин спасается тем, что залезает на дерево. История викингов заканчивается.

## Критика
Журналист и критик Г. Краснов рецензии на одноименный сборник положительно оценил повесть и отметил, что история с козой помогает автору показать «добрых, справедливых» ребят, которые не бросят других в трудную минуту и которые станут «настоящими людьми»; недостатком критик счёл ненужное введение. Литературный критик Н. Кузин посчитал повесть неудачной. По его мнению, автор отошёл от психологизма в сторону развлекательной истории, приключений и игровых сцен, которые вышли на первый план. По выражению Кузина, в повести избыток «событийности», «приключенческое событие» в сущности становится главным героем, что делает неясной главную мысль. При простом сюжете многочисленные персонажи (Сергей Волошин, Вика, Стасик, Борька, Джонни), по мнению критика, показаны бегло и в общих чертах; положительные и отрицательные ребята из двух групп не имеют отличий, включая их лидеров, а если и различаются, то «степенью говорливости». Эпизод с изготовлением двери для бабки Наташи, согласно Кузину, представляет собой «тимуровскую струю». 
Литературный критик А. Петухова посчитала «весёлый рассказ» исключением в творчестве Крапивина, которому юмор не свойственен. Литературный критик В. Славецкий в рецензии на сборник «Мушкетер и фея» отметил «юмор и изобретательность» автора в сцене «сражения» войска мальчишек с козой и посчитал эпизод ярким. 
Литературовед Л. Колесова, рассматривая эволюцию Джонни Воробьева в пяти произведениях цикла, отметила, что в повести Джонни активно действует, товарищи принимают его как равного и не видят в нём малыша; главным героем произведения является вожак разновозрастного коллектива Сергей Волошин, «рассудительный и спокойный человек двенадцати лет».

## Экранизации
В 2019 году в ограниченный российский прокат вышел фильм «Бегство рогатых викингов» (режиссёр И. Белостоцкий), снятый в Тюмени. События повести были осовременены, фильм получил разноречивые отзывы.